# 姆皮卡縣

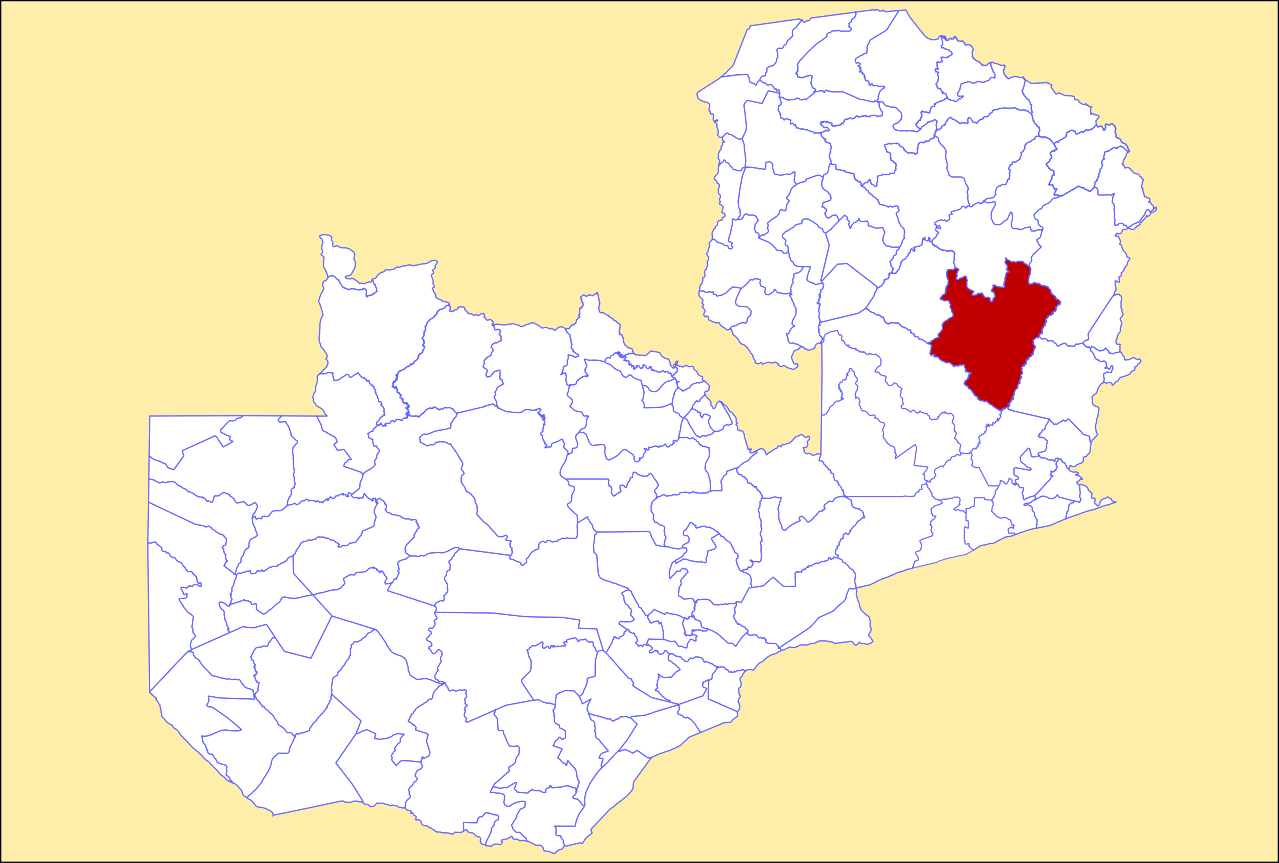

12°00′S 31°00′E / 12.000°S 31.000°E
姆皮卡縣（英語：Mpika District），是贊比亞的縣份，位於該國東北部，由穆欽加省負責管轄，首府設於姆皮卡，面積40,935平方公里，2010年人口203,379，人口密度每平方公里5人。